# Malitbog (Södra Leyte)
Malitbog (Bayan ng Malitbog) är en kommun i Filippinerna. Kommunen tillhör provinsen Southern Leyte och ligger på ön med samma namn. Folkmängden uppgår till 19 320 invånare.

## Bildgalleri

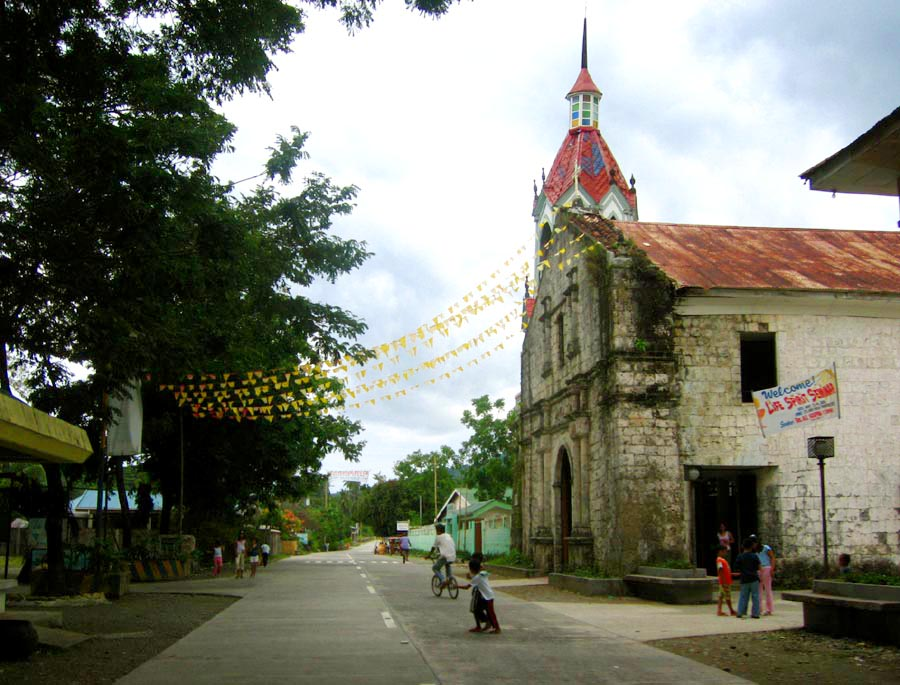

## Barangayer
Malitbog är indela i 37 barangayer.
| - Abgao - Aurora - Benit - Caaga - Cabul-anonan (Pob.) - Cadaruhan - Candatag - Cantamuac - Caraatan - Concepcion - Guinabonan - Iba - Lambonao | - Maningning - Maujo - Pasil (Pob.) - Sabang - San Antonio (Pob.) - San Jose - San Roque - San Vicente - Sangahon - Santa Cruz - Taliwa (Pob.) - Tigbawan I | - Tigbawan II - Timba - Asuncion - Cadaruhan Sur - Fatima - Juangon - Kauswagan - Mahayahay - New Katipunan - Pancil - San Isidro - Santo Niño |